# 速霸陸EA族引擎
速霸陸EA族引擎為日本富士重工業在1966年至1994年之間開發製造的一系列水平對臥四缸汽油往復式發動機，此條目一併記述速霸陸Alcyone所搭載的ER27型水平對臥六缸引擎。

## 概要
經過數次的實驗試作，富士重工業終於在1966年推出的速霸陸1000上搭載此族類引擎的第一款「EA41型」。受到速霸陸1000開發計劃主導者百瀨晉六的理念影響，速霸陸汽車往後的造車觀念都朝著「更輕量化、更緊湊的水平對臥引擎」進行，相對地在1980年代此一理念也受到外界嘲諷。譬如1970年代中期其他車廠陸續將OHV頂桿式汽門機構進化至SOHC單頂置凸輪軸汽門機構，可是富士重工業仍謹守著OHV結構。直到1984年第三代速霸陸Leone上市，其裝載的1.8L EA82型引擎才改成SOHC結構，但1.6L版本仍採OHV構造。雖然OHV機構具有效率差、重量過大、後勤維修難度增加等缺點，但該公司技術人員墨守成規，沒有隨著市場變化的腳步前進，OHV結構的EA族引擎在轉速高、出力高的引擎潮流中反而是個異數。
比方1982年第二代速霸陸Leone縱然搭載附有渦輪增壓器的EA81T型引擎，但OHV結構使得最高容許轉速不能超過5,500rpm。雖然最大馬力達120ps，但競爭對手的同級SOHC渦輪增壓引擎已一舉超越135ps；1989年登場的EA82T型渦輪增壓引擎輸出135ps的馬力，而改成DOHC結構的競爭對手已然突破160ps。結果在這場追逐馬力輸出的競賽中，速霸陸的水平對臥引擎在市場上留下「落伍」的負面評價。此外，1987年面世的速霸陸Alcyone所搭載的ER27型，乃是EA82型追加二汽缸衍生而出的水平對臥六缸引擎。可是該車款的銷售成績不佳，ER27型也未留下任何好評價。
日本社團法人汽車技術會將1966年的EA52型及1975年的EA71型評選為「日本汽車技術240選」。

## EA41型
EA41型乃搭載於速霸陸1000未正式上市前的原型車「A-4」和「63-A」，共有四種亞型。更早開發的「A-5」試作車採1.0L氣冷式水平對臥引擎，但EA41型改用水冷式，這是考量到噪音及引擎過熱問題。

### EA41X型
排氣量796c.c.的EA41X型引擎搭載於「A-4」原型車，其缸徑65mm、衝程60mm，採OHV頂桿式汽門機構，最大馬力34ps至41ps。

### EA41Y型
排氣量923c.c.的EA41Y型引擎搭載於「63-A」原型車，其缸徑70mm、衝程60mm，採OHV頂桿式汽門機構，最大馬力46ps。

### EA41Y-2型
排氣量977c.c.的EA41Y-2型引擎搭載於速霸陸1000的第一次試作車，其缸徑72mm、衝程60mm，採OHV頂桿式汽門機構，最大馬力47ps / 5,600rpm、峰值扭力7.16 kgf·m / 3,600rpm。

### EA41Y-3型
EA41Y-3型搭載於速霸陸1000的第二次試作車，具體機械規格參數不詳，但最終演化成EA52型。

## EA52型
EA52型的排氣量977.2c.c.、缸徑72mm、衝程60mm、壓縮比9.0：1，採OHV頂桿式汽門機構，最大馬力55ps / 6,600rpm，最大扭力7.8kgf·m / 3,200rpm。車型：
1. 1966年-1969年：速霸陸1000
2. 1969年：速霸陸ff-1

## EA53型
EA53型的各種規格數據與EA52型相仿，但追加法國Solex授權三國工業製造的雙化油器，壓縮比變成10.0：1，最大馬力和扭力分別變成67ps / 6,600rpm和8.2kgf·m / 4,600rpm。車型：
1. 1967年-1969年：速霸陸1000運動轎車車型

## EA61型
排氣量1,088c.c.的EA61型，其缸徑76mm、衝程60mm、壓縮比8.5：1，採OHV頂桿式汽門機構，最大馬力62ps / 6,000rpm，最大扭力8.7kgf·m / 3,200rpm。車型：
1. 1969年-1970年：速霸陸ff-1

### EA61S型
EA61S型為EA61型之亞型，各種規格數據與EA61型相仿，但追加法國Solex授權三國工業製造的雙化油器，壓縮比變成10.0：1，最大馬力和扭力分別變成77ps / 7,000rpm和8.8kgf·m / 4,800rpm。車型：
1. 1969年-1970年：速霸陸ff-1運動轎車車型

## EA62型
排氣量1,267.5c.c.的EA62型引擎是該系列中唯一將排氣埠設計在後方的，其缸徑82mm、衝程60mm、壓縮比9.0：1，最大馬力達80ps / 6,400rpm，扭力峰值為10.1kgf·m / 4,000rpm。車型：
1. 1970年-1972年：速霸陸ff-1 1300G

### EA62S型
EA62S型乃EA62型之亞型，採用英國齊尼斯·史特龍堡（Zenith-Stromberg）供應的雙化油器，壓縮比變成10.0：1，最大馬力和扭力分別變成93ps / 7,000rpm和10.5kgf·m / 5,000rpm。車型：
1. 1970年-1972年：速霸陸ff-1 1300G運動轎車車型

## EA63型
排氣量1,361c.c.的EA63型，缸徑85mm、衝程60mm、壓縮比9.0：1，最大馬力80ps / 6,400rpm，峰值扭力10.5kg･m / 4,000rpm。1971年至1974年二個排氣埠安置於汽缸排側邊，1975年為了通過昭和51年度汽車廢氣排放標準（（日語）昭和51年度排出ガス規制），修改汽缸頭成一個排氣埠；後來又加裝「SEEC-T（Subaru Exhaust Emission Control-Thermal & Thermodynamic System之縮寫）」二次空氣導入裝置及稀薄燃燒技術，動力輸出表現稍遜，最大馬力72ps / 6,000rpm，最大扭力10.2kg･m / 3,600rpm。車型：
1. 1971年-1979年：第一代速霸陸Leone

### EA63S型
EA63S型是EA63型的亞型，其各種規格數據與EA52型相仿，但採用雙化油器，壓縮比變為10.0：1，最大馬力93ps / 6,800rpm，扭力峰值11.0kgf·m / 4,800rpm。車型：
1. 1972年-1979年：第一代速霸陸Leone RX車型

## EA64型
EA64型的排氣量為1,176c.c.，缸徑79mm、衝程60mm、壓縮比9.0：1，最大馬力68ps，最大扭力9.5kgf·m / 3,600rpm。車型：
1. 1973年-1979年：第一代速霸陸Leone

## EA65型
EA65型的排氣量為1,294c.c.，缸徑83mm、衝程60mm、壓縮比9.0：1，最大馬力72ps / 5,600rpm，最大扭力10.0kgf·m / 3,200rpm。車型：
1. 1979年-1984年：第二代速霸陸Leone

## EA71型

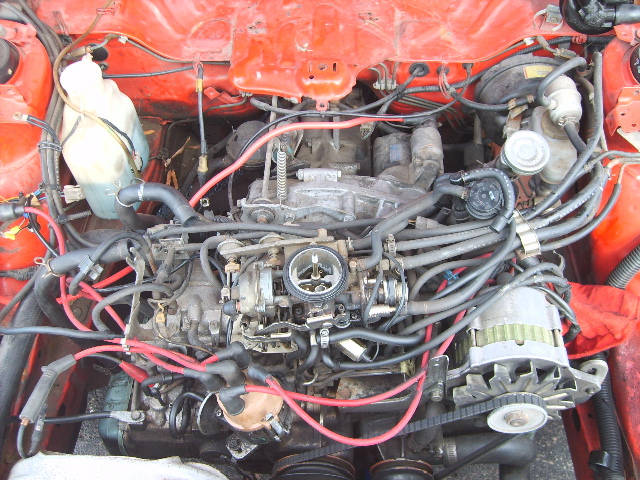
EA71型引擎

EA71型的排氣量為1,595c.c.，缸徑92mm、衝程60mm、壓縮比9.0：1，最大馬力68ps / 5,200rpm，最大扭力110 N·m / 2,400rpm。為了提升馬力，將汽缸的濕缸套改成乾缸套，同時具有「SEEC-T」二次空氣導入裝置及稀薄燃燒技術。後來為了符合昭和53年的汽車廢氣排放標準，追加EGR排氣再循環裝置，從第二代Leone開始淨化裝置才改採觸媒。此外，這具也是日本FJ1600錦標賽的指定用引擎。
除此之外，1979年10月原廠推出第二代Leone三門掀背車型時曾出現「1600SRX」，配合英國齊尼斯·史特龍堡（Zenith-Stromberg Carburettor）雙化油器可榨出93hp / 7,000rpm的最大馬力、10.5kg·m / 5,000rpm的扭力峰值。車型：
1. 1976年-1979年：第一代速霸陸Leone
2. 1979年-1984年：第二代速霸陸Leone
3. 1978年-1981年：速霸陸BRAT

## EA72型
EA72型乃是實驗性產物，本質上是將EA82型的SOHC單頂置凸輪軸汽門機構裝在EA71型。1989年時富士重工業正力推裝載EJ15型、EJ16型引擎的速霸陸Legacy，直接影響到採用EA族系列引擎的第三代Leone的產品陣容，是以該具引擎未曾真正搭載於任何速霸陸的市售車款。排氣量1,595c.c.、缸徑92mm、衝程60mm、SOHC單頂置凸輪軸汽門機構，而最大馬力及扭力峰值未公開。

## EA81型
排氣量1,791c.c.的EA81型乃將EA71型的衝程加大，缸徑92mm、衝程67mm、壓縮比8.7：1、最大馬力100ps / 5,600rpm、最大扭力15.0kgf·m / 3,600rpm。車型：
1. 1980年-1989年：第二、三代速霸陸Leone
2. 1981年-1994年：速霸陸BRAT

### EA81S型
EA81S型並非官方賦予的正式名稱，只是為了區別雙化油器版的EA81型引擎而已。多加了一個化油器後，最大馬力達到110ps / 6,000rpm，扭力峰值則是15.0kgf·m / 4,000rpm。車型：
1. 1983年-1984年：第二代速霸陸Leone
2. 1983年-1984年：速霸陸BRAT（北美洲市場）

### EA81T型
EA81T型亦非官方賦予的正式名稱，只是用來表示增加MPI多點燃油噴射裝置（multi points fuel injection之縮寫）搭配渦輪增壓器的EA81型而已。其壓縮比為7.7：1，供給壓力則是7psi（0.4922kg·f/m2）。最大馬力達120ps / 4,200rpm，最大扭力19.0kgf·m / 2,400rpm。車型：
1. 1983年-1984年：第二代速霸陸Leone
2. 1983年-1984年：速霸陸BRAT（北美洲市場）

## EA82型

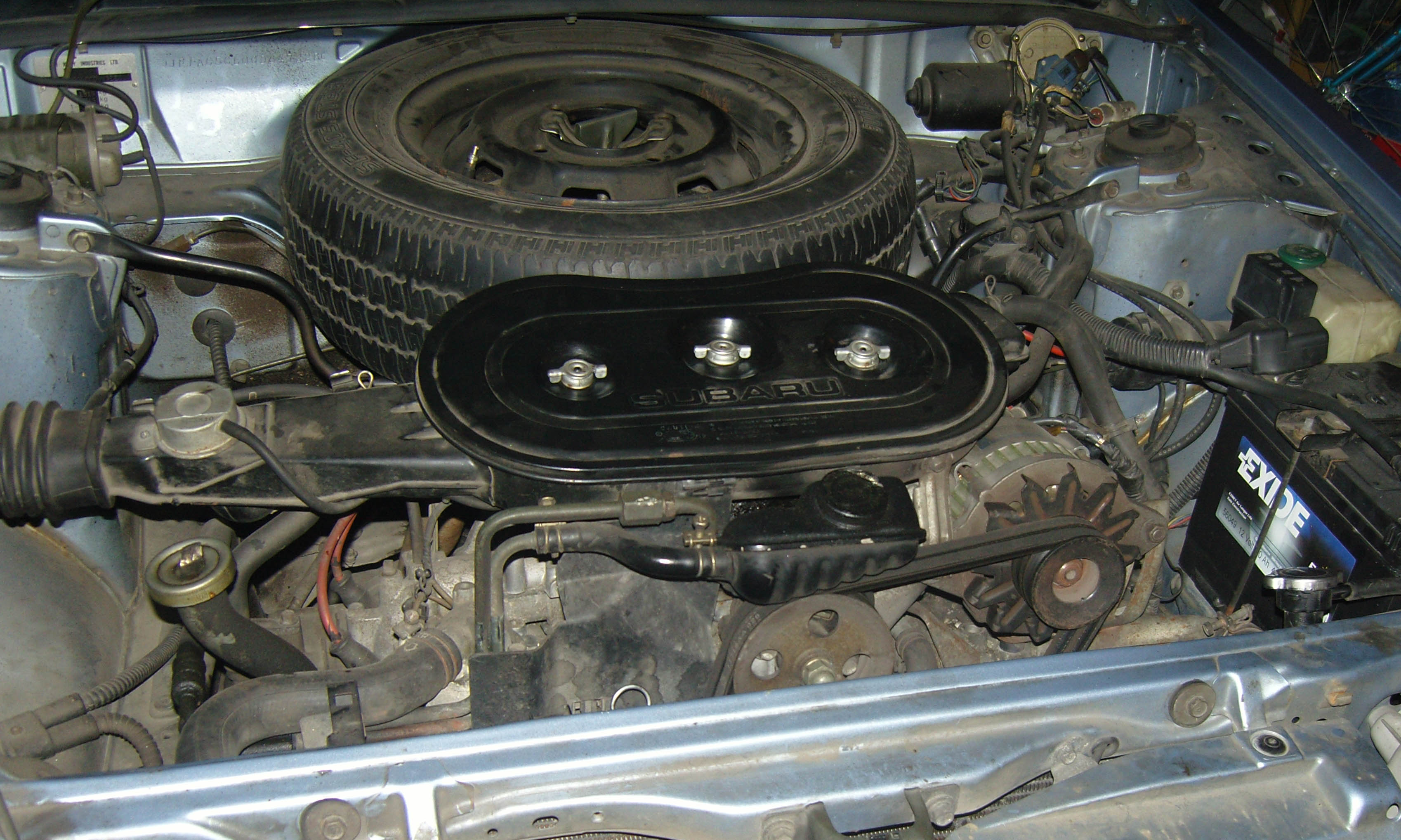
EA82型引擎

EA82型乃是該族引擎中最後發展的，陸續採用了化油器、SPI單點燃油噴射裝置（single point fuel injection之縮寫）、MPI多點燃油噴射裝置等供油方式。身為此族最後開發的引擎，EA82型確立了SOHC單頂置凸輪軸汽門機構及MPI多點燃油噴射裝置等兩個方向，使後續的速霸陸EJ族引擎得以發展下去。排氣量為1,781c.c.、缸徑92mm、衝程67mm、壓縮比分別是8.7：1（化油器版）/9.0：1（SPI版）/9.5：1（MPI版）。

最大馬力：
- 化油器版：85ps / 5,200rpm
- SPI版：91ps / 5,600rpm
- MPI版：98ps / 5,200rpm

最大扭力：
- 化油器版：137N·m / 3,200rpm
- SPI版：137N·m / 3,200rpm
- MPI版：140N·m / 3,200rpm

車型：
1. 1985年-1994年：第三代速霸陸Leone
2. 1985年-1991年：速霸陸Alcyone

### EA82T型
EA82T型乃EA82型加裝日本石川島播磨重工業製造的RHB5 VF7型渦輪增壓器而成，壓縮比達7.7：1，供給壓力為7psi（0.4922kg·f/m2）。因為車身佈局的緣故，並未裝置中冷器。雖然最大馬力135ps / 5,600rpm、最大扭力20.0kg·m / 2,800rpm，但其他日系車廠的1.8L直列四缸渦輪增壓引擎採用DOHC構造，最高馬力已突破160ps，使得富士重工業的銷售陷入困境。車型：
1. 1985年-1994年：第三代速霸陸Leone
2. 1985年-1991年：速霸陸Alcyone

## ER27型
ER27型乃以EA82型為基礎，追加二汽缸成為水平對臥六缸之結構。排氣量為2,672c.c.、缸徑92mm、衝程67mm、壓縮比9.5：1，採SOHC構造。最大馬力為150ps / 5,200rpm，扭力峰值21.5kgf·m / 4,000rpm。不過當年競爭對手的2.0L直列四缸DOHC附中冷器之渦輪增壓引擎已超越200ps，3.0L直列六缸或V型六缸渦輪增壓引擎則來到250ps至280ps之譜，這具水平對臥六缸引擎反而不具競爭力。車型：
1. 1987年-1991年：速霸陸Alcyone

## 內部連結
- 速霸陸引擎列表
- 水平對臥引擎
- 水平對臥四缸引擎
- 水平對臥六缸引擎

## 外部連結
- （日語）スバル(富士重工業)製エンジンのまとめページ （页面存档备份，存于）